# Театр в Ирландии

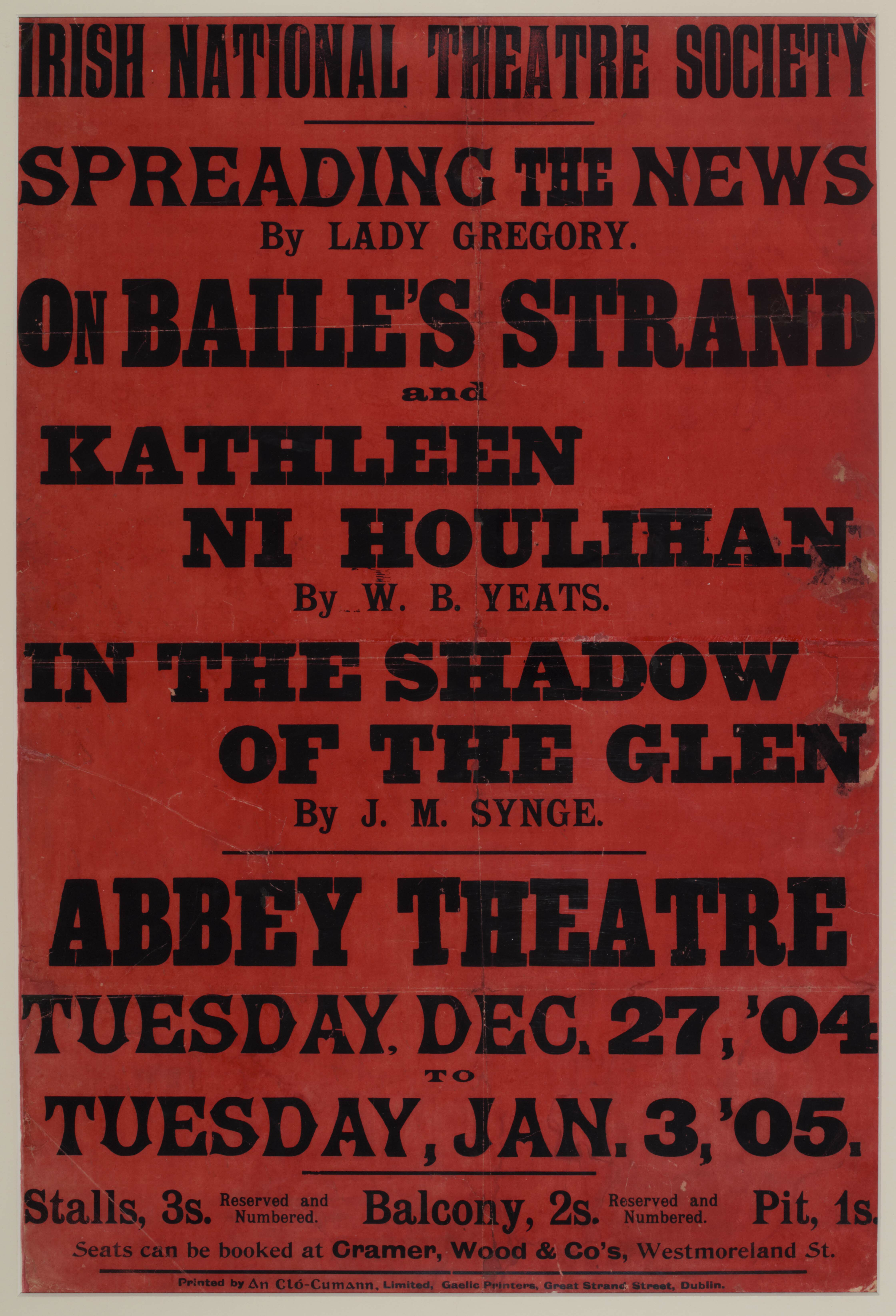
Афиша с дня открытия

Первый национальный театр в Ирландии, Театр Аббатства, был открыт в Дублине 27 декабря 1904 года.
История развития ирландского театра тесно связана с проходившей в годы его становления войной за независимость страны. Члены труппы Театра Аббатства сами участвовали в ней.
В 1920-х годах основу репертуара театра составляли драмы и комедии из жизни городского среднего класса, как правило, политически благонадёжные, без акцента на герое комедий XVIII века «рыжем пройдохе-ирландце», вместо которого появился «человек в котелке и коротких брюках». Первыми драматургами театра были Изабелла Августа Грегори, Бринсли Мак-Намара, Джордж Шилз, Пол Винсент Кэрролл, Фрэнк О’Коннор, Уильям Батлер Йейтс и Шон О’Кейси.
Пьеса Дениса Джонстона, отвергнутая Театром Аббатства, была поставлена в дублинском театре Гейт.